# Ogni Puffo pufferà/Madre Natura
Ogni Puffo pufferà/Madre Natura è il trentanovesimo singolo discografico della cantante italiana Cristina D'Avena pubblicato nel 1987 e distribuito da C.G.D. Messaggerie Musicali S.p.A.

## I brani
Come per i due singoli precedenti dell'artista, anche le canzoni di questo singolo sono entrambe tratte dalla stessa serie ovvero I Puffi. Sul lato A è incisa la nona sigla italiana della serie dal titolo Ogni Puffo pufferà, scritta da Alessandra Valeri Manera su musica e arrangiamento di Ninni Carucci.
La canzone del lato B è Madre Natura anche questo scritto dalla Valeri Manera ma su musica di Giordano Bruno Martelli. Non è una delle sigle ma un brano ispirato alla serie.
Il 45 giri toccò la trentacinquesima posizione in classifica.

## Tracce
- LP: FM 13183

Lato A
Testi di Alessandra Valeri Manera, musiche di Ninni Carucci; edizioni musicali SEPP, Anihanbar Music Co. e Canale 5 Music.
1. Ogni Puffo pufferà – 3:00

Durata totale: 3:00
Lato B
Testi di Alessandra Valeri Manera, musiche di Giordano Bruno Martelli; edizioni musicali SEPP e Canale 5 Music.
1. Madre Natura – 2:56

Durata totale: 2:56

## Produzione
- Alessandra Valeri Manera – Produzione artistica e discografica
- Direzione Creativa e Coordinamento Immagine Mediaset – Grafica
- Pierre Culliford – Artwork

## Produzione e formazione dei brani

### Ogni Puffo pufferà
- Carmelo Carucci – Tastiera e piano, produzione e arrangiamento
- Tonino Paolillo – Registrazione e mixaggio al Mondial Sound Studio, Milano
- Piero Cairo – Programmazione
- Giorgio Cocilovo – Chitarre
- Paolo Donnarumma – Basso
- Flaviano Cuffari – Batteria
- I Piccoli Cantori di Milano – Coro
- Niny Comolli – Direzione coro
- Laura Marcora – Direzione coro

### Madre Natura
- Giordano Bruno Martelli – Produzione, arrangiamento e direzione orchestra
- Tonino Paolillo – Registrazione e mixaggio al Mondial Sound Studio, Milano
- Orchestra di Giordano Bruno Martelli – Esecuzione brano
- I Piccoli Cantori di Milano – Coro
- Niny Comolli – Direzione coro
- Laura Marcora – Direzione coro

## Pubblicazioni all'interno di album e raccolte
Ogni Puffo pufferà e Madre Natura sono state inserite all'interno di alcuni album e raccolte della cantante:
| Anno | Album                  | Titolo             | Versione           |
| ---- | ---------------------- | ------------------ | ------------------ |
| 1987 | Fivelandia 5           | Ogni Puffo pufferà | Versione originale |
| 1987 | Puffiamo all'avventura | Madre Natura       | Versione originale |
| 2005 | Cartoonlandia Boys     | Ogni Puffo pufferà | Versione originale |
| 2006 | Fivelandia 5 & 6       | Ogni Puffo pufferà | Versione originale |
| 2006 | Fivelandia 5           | Ogni Puffo pufferà | Versione originale |
| 2006 | Puffiamo all'avventura | Madre Natura       | Versione originale |
| 2010 | Puffi che passione     | Ogni Puffo pufferà | Versione originale |
| 2010 | Puffi che passione     | Madre Natura       | Versione originale |
| 2011 | Puffi che passione     | Ogni Puffo pufferà | Versione originale |
| 2011 | Puffi che passione     | Madre Natura       | Versione originale |